# Theodore Carstens
Theodore Carstens (Cedarburg, 20 giugno 1879 – Milwaukee, 25 luglio 1955) è stato uno schermidore statunitense.
Partecipò alle gare di fioretto e di sciabola ai Giochi olimpici di Saint Louis 1904. Nel fioretto individuale fu sconfitto in semifinale mentre nella sciabola individuale giunse quarto.